# LOVB Omaha 2025
Questa voce raccoglie le informazioni riguardanti la LOVB Omaha nella stagione 2025.

## Stagione
La LOVB Omaha partecipa per la prima volta alla League One Volleyball, classificandosi sesta in regular season: ai play-off si spinge poi fino in finale, dove, dopo aver sconfitto la LOVB Madison e la LOVB Houston, viene sconfitta dalla LOVB Austin.
Nella LOVB Classic, invece, perde sia l'incontro di semifinale contro la LOVB Houston che la finale per il terzo posto contro la LOVB Austin.

## Organigramma societario
Area direttiva
- Presidente: LOVB

Area tecnica
- Allenatore: Suzie Fritz
- Assistente allenatore: Remi Pourrat

## Rosa
| N° | Nome                 | Ruolo | Data di nascita  | Nazionalità sportiva |
| -- | -------------------- | ----- | ---------------- | -------------------- |
| 1  | Alexis Rodriguez     | L     | 11 marzo 2003    | Stati Uniti          |
| 2  | Emily Thater         | C     | 1º febbraio 1995 | Stati Uniti          |
| 3  | Annie Cesar          | L     | 26 aprile 1997   | Germania             |
| 4  | Justine Wong-Orantes | L     | 6 ottobre 1995   | Stati Uniti          |
| 5  | Jaalia Winters       | S     | 26 luglio 1997   | Stati Uniti          |
| 7  | Vicky Savard         | S     | 14 febbraio 1993 | Canada               |
| 8  | Kimberly Drewniok    | O     | 11 agosto 1997   | Germania             |
| 10 | Jordan Larson        | S     | 16 ottobre 1986  | Stati Uniti          |
| 11 | Amber Stivrins       | S     | 9 gennaio 2001   | Stati Uniti          |
| 12 | Audriana Fitzmorris  | O     | 30 ottobre 1997  | Stati Uniti          |
| 13 | Gabrielle Blossom    | P     | 4 agosto 1999    | Stati Uniti          |
| 14 | Laura Dijkema        | P     | 18 febbraio 1990 | Paesi Bassi          |
| 17 | Candelaria Herrera   | C     | 28 gennaio 1999  | Argentina            |
| 18 | Samantha Francis     | C     | -                | Stati Uniti          |
| 23 | Chiamaka Nwokolo     | C     | 8 novembre 2000  | Stati Uniti          |
| 26 | Lauren Stivrins      | C     | 26 maggio 1998   | Stati Uniti          |
| 33 | Madison Kubik        | S     | 8 gennaio 2001   | Stati Uniti          |

## Mercato
| Acquisti                               | Acquisti             | Acquisti           | Acquisti   |
| R.                                     | Nome                 | da                 | Modalità   |
| -------------------------------------- | -------------------- | ------------------ | ---------- |
| P                                      | Gabrielle Blossom    | Athletes Unlimited | definitivo |
| L                                      | Annie Cesar          | PTSV Aachen        | definitivo |
| P                                      | Laura Dijkema        | Megavolley         | definitivo |
| O                                      | Kimberly Drewniok    | Radnički Belgrado  | definitivo |
| O                                      | Audriana Fitzmorris  | Bergamo 1991       | definitivo |
| C                                      | Candelaria Herrera   | Levallois Paris    | definitivo |
| S                                      | Madison Kubik        | Cuneo Granda       | definitivo |
| S                                      | Jordan Larson        | -                  | definitivo |
| L                                      | Alexis Rodriguez     | Nebraska           | definitivo |
| S                                      | Vicky Savard         | Thīras             | definitivo |
| S                                      | Amber Stivrins       | San Diego          | definitivo |
| C                                      | Lauren Stivrins      | Firenze            | definitivo |
| C                                      | Emily Thater         | Athletes Unlimited | definitivo |
| S                                      | Jaalia Winters       | Mulhouse           | definitivo |
| L                                      | Justine Wong-Orantes | Potsdam            | definitivo |
| Trasferimenti nel corso della stagione |                      |                    |            |
| C                                      | Samantha Francis     | Stanford           | definitivo |
| C                                      | Chiamaka Nwokolo     | Indy Ignite        | definitivo |

| Cessioni | Cessioni | Cessioni | Cessioni |
| R. | Nome     | a        | Modalità |
| --- | -------- | -------- | -------- |
| Non sono avvenuti movimenti di mercato in uscita prima dell'annata perché la società non era attiva nella stagione precedente |          |          |          |

## Risultati

### LOVB

#### Regular season
| 10 gennaio 2025 Fort Bend Epicenter, Rosenberg            | LOVB Houston   | 0 - 3 | LOVB Omaha     | 19-25, 20-25, 26-28               |
| 18 gennaio 2025 Wisconsin Field House, Madison            | LOVB Madison   | 1 - 3 | LOVB Omaha     | 25-20, 24-26, 15-25, 15-25        |
| 24 gennaio 2025 Liberty First Credit Union Arena, Ralston | LOVB Omaha     | 3 - 1 | LOVB Madison   | 25-20, 24-26, 25-18, 25-23        |
| 25 gennaio 2025 Liberty First Credit Union Arena, Ralston | LOVB Omaha     | 0 - 3 | LOVB Austin    | 23-25, 20-25, 15-25               |
| 1º febbraio 2025 Gateway Center Arena, College Park       | LOVB Atlanta   | 3 - 1 | LOVB Omaha     | 21-25, 25-22, 25-22, 25-20        |
| 8 febbraio 2025 Maverik Center, West Valley City          | LOVB Salt Lake | 2 - 3 | LOVB Omaha     | 17-25, 21-25, 25-18, 25-19, 12-15 |
| 20 febbraio 2025 Fort Bend Epicenter, Cedar Park          | LOVB Omaha     | 3 - 0 | LOVB Houston   | 24-26, 23-25, 16-25               |
| 28 febbraio 2025 Alliant Energy Center, Madison           | LOVB Madison   | 3 - 1 | LOVB Omaha     | 18-25, 25-22, 25-16, 25-21        |
| 1º marzo 2025 Alliant Energy Center, Madison              | LOVB Atlanta   | 3 - 2 | LOVB Omaha     | 21-25, 25-27, 25-19, 25-23, 15-12 |
| 6 marzo 2025 Liberty First Credit Union Arena, Ralston    | LOVB Omaha     | 1 - 3 | LOVB Salt Lake | 25-16, 23-25, 23-25, 19-25        |
| 13 marzo 2025 Alliant Energy Center, Madison              | LOVB Madison   | 3 - 1 | LOVB Omaha     | 25-16, 25-17, 26-28, 25-16        |
| 21 marzo 2025 Baxter Arena, Omaha                         | LOVB Omaha     | 2 - 3 | LOVB Austin    | 26-24, 20-25, 15-25, 25-23, 16-18 |
| 22 marzo 2025 Baxter Arena, Omaha                         | LOVB Omaha     | 1 - 3 | LOVB Houston   | 21-25, 18-25, 25-23, 23-25        |
| 28 marzo 2025 Strahan Arena, San Marcos                   | LOVB Austin    | 2 - 3 | LOVB Omaha     | 23-25, 25-17, 16-25, 25-23, 12-15 |
| 29 marzo 2025 Strahan Arena, San Marcos                   | LOVB Omaha     | 2 - 3 | LOVB Salt Lake | 26-24, 33-31, 19-25, 15-25, 11-15 |
| 3 aprile 2025 Liberty First Credit Union Arena, Ralston   | LOVB Omaha     | 0 - 3 | LOVB Atlanta   | 23-25, 23-25, 19-25               |

#### Play-off
| Quarti di finale - 10 aprile 2025 KFC Yum! Center, Louisville | LOVB Madison | 1 - 3 | LOVB Omaha | 17-25, 25-18, 18-25, 21-25        |
| Semifinali - 11 aprile 2025 KFC Yum! Center, Louisville       | LOVB Houston | 2 - 3 | LOVB Omaha | 25-15, 26-24, 23-25, 23-25, 12-15 |
| Finale - 13 aprile 2025 KFC Yum! Center, Louisville           | LOVB Austin  | 3 - 0 | LOVB Omaha | 25-19, 25-22, 25-23               |

### LOVB Classic
| Semifinali - 15 febbraio 2025 Municipal Auditorium, Kansas City      | LOVB Omaha | 1 - 3 | LOVB Houston | 20-25, 25-17, 18-25, 21-25 |
| Finale 3º posto - 16 febbraio 2025 Municipal Auditorium, Kansas City | LOVB Omaha | 1 - 3 | LOVB Austin  | 25-23, 24-26, 19-25, 19-25 |

## Statistiche

### Statistiche di squadra
| Competizione | Punti | In casa | In casa | In casa | In trasferta | In trasferta | In trasferta | Campo neutro | Campo neutro | Campo neutro | Totale | Totale | Totale |
| Competizione | Punti | G       | V       | P       | G            | V            | P            | G            | V            | P            | G      | V      | P      |
| ------------ | ----- | ------- | ------- | ------- | ------------ | ------------ | ------------ | ------------ | ------------ | ------------ | ------ | ------ | ------ |
| LOVB         | -     | 6       | 1       | 5       | 7            | 4            | 3            | 6            | 2            | 4            | 19     | 7      | 12     |
| LOVB Classic | -     | -       | -       | -       | -            | -            | -            | 2            | 0            | 2            | 2      | 0      | 2      |
| Totale       | -     | 6       | 1       | 5       | 7            | 4            | 3            | 8            | 2            | 6            | 21     | 7      | 14     |

G = partite giocate; V = partite vinte; P = partite perse

### Statistiche dei giocatori
| Giocatrice      | LOVB | LOVB | LOVB | LOVB | LOVB | LOVB Classic | LOVB Classic | LOVB Classic | LOVB Classic | LOVB Classic | Totale | Totale | Totale | Totale | Totale |
| Giocatrice      | P    | PT   | AV   | MV   | BV   | P            | PT           | AV           | MV           | BV           | P      | PT     | AV     | MV     | BV     |
| --------------- | ---- | ---- | ---- | ---- | ---- | ------------ | ------------ | ------------ | ------------ | ------------ | ------ | ------ | ------ | ------ | ------ |
| G. Blossom      | 19   | 2    | 0    | 1    | 1    | 2            | 0            | 0            | 0            | 0            | 21     | 2      | 0      | 1      | 1      |
| A. Cesar        | 4    | 0    | 0    | 0    | 0    | 0            | 0            | 0            | 0            | 0            | 4      | 0      | 0      | 0      | 0      |
| L. Dijkema      | 18   | 31   | 16   | 6    | 9    | 2            | 0            | 0            | 0            | 0            | 20     | 31     | 16     | 6      | 9      |
| K. Drewniok     | 19   | 237  | 223  | 10   | 4    | 2            | 31           | 28           | 2            | 1            | 21     | 268    | 251    | 12     | 5      |
| A. Fitzmorris   | 12   | 21   | 17   | 2    | 2    | 1            | 8            | 7            | 1            | 0            | 13     | 29     | 24     | 3      | 2      |
| S. Francis      | 8    | 98   | 72   | 22   | 4    | -            | -            | -            | -            | -            | 8      | 98     | 72     | 22     | 4      |
| C. Herrera      | 7    | 67   | 41   | 23   | 3    | 1            | 10           | 7            | 3            | 0            | 8      | 77     | 48     | 26     | 3      |
| M. Kubik        | 14   | 163  | 142  | 15   | 6    | 2            | 12           | 12           | 0            | 0            | 16     | 175    | 154    | 15     | 6      |
| J. Larson       | 19   | 201  | 168  | 18   | 15   | 2            | 20           | 15           | 2            | 3            | 21     | 221    | 183    | 20     | 18     |
| C. Nwokolo      | 3    | 6    | 3    | 2    | 1    | -            | -            | -            | -            | -            | 3      | 6      | 3      | 2      | 1      |
| A. Rodriguez    | 12   | 2    | 0    | 0    | 2    | 0            | 0            | 0            | 0            | 0            | 12     | 2      | 0      | 0      | 2      |
| V. Savard       | 5    | 47   | 39   | 5    | 3    | 1            | 15           | 13           | 2            | 0            | 6      | 62     | 52     | 7      | 3      |
| A. Stivrins     | 1    | 1    | 1    | 0    | 0    | 0            | 0            | 0            | 0            | 0            | 1      | 1      | 1      | 0      | 0      |
| L. Stivrins     | 12   | 103  | 85   | 18   | 0    | 1            | 5            | 4            | 1            | 0            | 13     | 108    | 89     | 19     | 0      |
| E. Thater       | 19   | 184  | 128  | 41   | 15   | 2            | 26           | 14           | 11           | 1            | 21     | 210    | 142    | 52     | 16     |
| J. Winters      | 15   | 126  | 120  | 5    | 1    | 2            | 11           | 11           | 0            | 0            | 17     | 137    | 131    | 5      | 1      |
| J. Wong-Orantes | 19   | 0    | 0    | 0    | 0    | 2            | 0            | 0            | 0            | 0            | 21     | 0      | 0      | 0      | 0      |